# Mattia Frapporti
Mattia Frapporti (Gavardo, 2 de julio de 1994) es un ciclista italiano que fue profesional entre 2014 y 2021. Su hermano Marco Frapporti también es ciclista profesional, al igual que su hermana Simona Frapporti.

## Palmarés
2017
- 1 etapa del Tour de Jura[2]